# 옹진 백령도 연화리 무궁화
옹진 백령도 연화리 무궁화(甕津 白翎島 蓮花里 無窮花)는 인천광역시 옹진군 백령면 연화리에 있던 무궁화이다. 
2011년 1월 13일 대한민국의 천연기념물 제521호로 지정되었다가, 2019년 11월 1일 해제되었다. 

## 개요
백령도내 1930년대 건립된 중화동 교회 앞에 위치하고 있으며 수형이 우수하고 높이가 6.3m로 현재 알려진 무궁화 중 가장 크며 꽃이 홍단심계로 순수 재래종의 원형을 보유하고 있다.
무궁화 나무의 높이는 6.3m, 가슴높이 둘레는 북쪽가지 0.69m, 남쪽가지 0.72m이다. 수관폭은 동서 6.3m, 남북 6.3m, 근원둘레는 1.23m, 수령은 90~100년으로 추정된다.

## 천연 기념물 해제 사유
옹진 백령도 연화리 무궁화는 2012년 태풍(볼라벤), 2018년 태풍(솔릭) 피해 이후 급격한 수세약화로 고사되어 문화재로서의 학술적·생물학적 가치를 상실하였기에 문화재 지정을 해제하고자 함

## 같이 보기
- 무궁화

## 참고 도서
- 문화재청, 《문화재이야기여행 천연기념물 100선 보관됨 2016-08-28 - 웨이백 머신》, pp52~54, 2016-03-31

## 참고 자료
- 옹진 백령도 연화리 무궁화 - 국가유산청 국가유산포털